# Марко Булц
Марко Булц (Шмарјешке Топлице, 15. август 1926 — Љубљана, 17. мај 2019) био је члан Савезног извршног већа, посланик Народног већа.

## Биографија
Био је члан НОб-а од 1941. године. Био је борац Губречеве бригаде и командант батаљона Војске за нацоналу безбедност и начелнк штаба. Због својих активности у штабу и партији дипломирао је 1945. Дипломирао је хемију 1959. на Техничком факултету у Љубљани. Након дипломирања радио је као економиста и политички функционер.
После рата био је на разним дужностима Југословенске народне армије а од 1959. био је секретар општинског комитета Савеза Комуниста у Љубљани као и политички секретар Универзитетског комитета. У периоду од 1972. до 1978. био је председник Ловачке коморе Југославије. Био је председник Међународног савета за лов и конзервацију дивљих животиња. У периоду од 1982. до 1989. био је председник Привредне коморе Словеније.
На Петом конгресу Савеза Комуниста Словеније изабран је за члана Централног комитета и Извршног комитета. Био је представник скупштине среза Љубљане и председник Сталне конференције градова Југославије. Од 1967. био је члан СИВ-а и посланик Вјећа народа. 
Носилац је Ордена братства и јединства са златним венцем.
Године 2004. основао је политичко друштво "Форум 21".